# امید صافی
امید صافی استاد مطالعات آسیا و خاورمیانه در دانشگاه دوک است و در آنجا مدیر مرکز مطالعات اسلامی دوک و مقاله‌نویس در حال است. صافی متخصص تصوف، اندیشه اسلامی معاصر و تاریخ اسلام در قرون وسطی است. او در هیئت مدیره پروژه پلورالیسم در دانشگاه هاروارد عضو بوده و از روسای کمیته راهبری برای مطالعه اسلام و عرفان اسلامی در آکادمی آمریکایی دین است. قبل از پیوستن به دانشگاه دوک او استاد دانشگاه کارولینای شمالی در چپل هیل بود.